# Route de l'Étoile
La route de l'Étoile est une voie située dans le 16e arrondissement de Paris, en France.

## Situation et accès
Elle se trouve dans le bois de Boulogne.

## Bâtiments remarquables et lieux de mémoire
- Tirs aux pigeons de Paris